# Église Saint-Martin (Venlo)

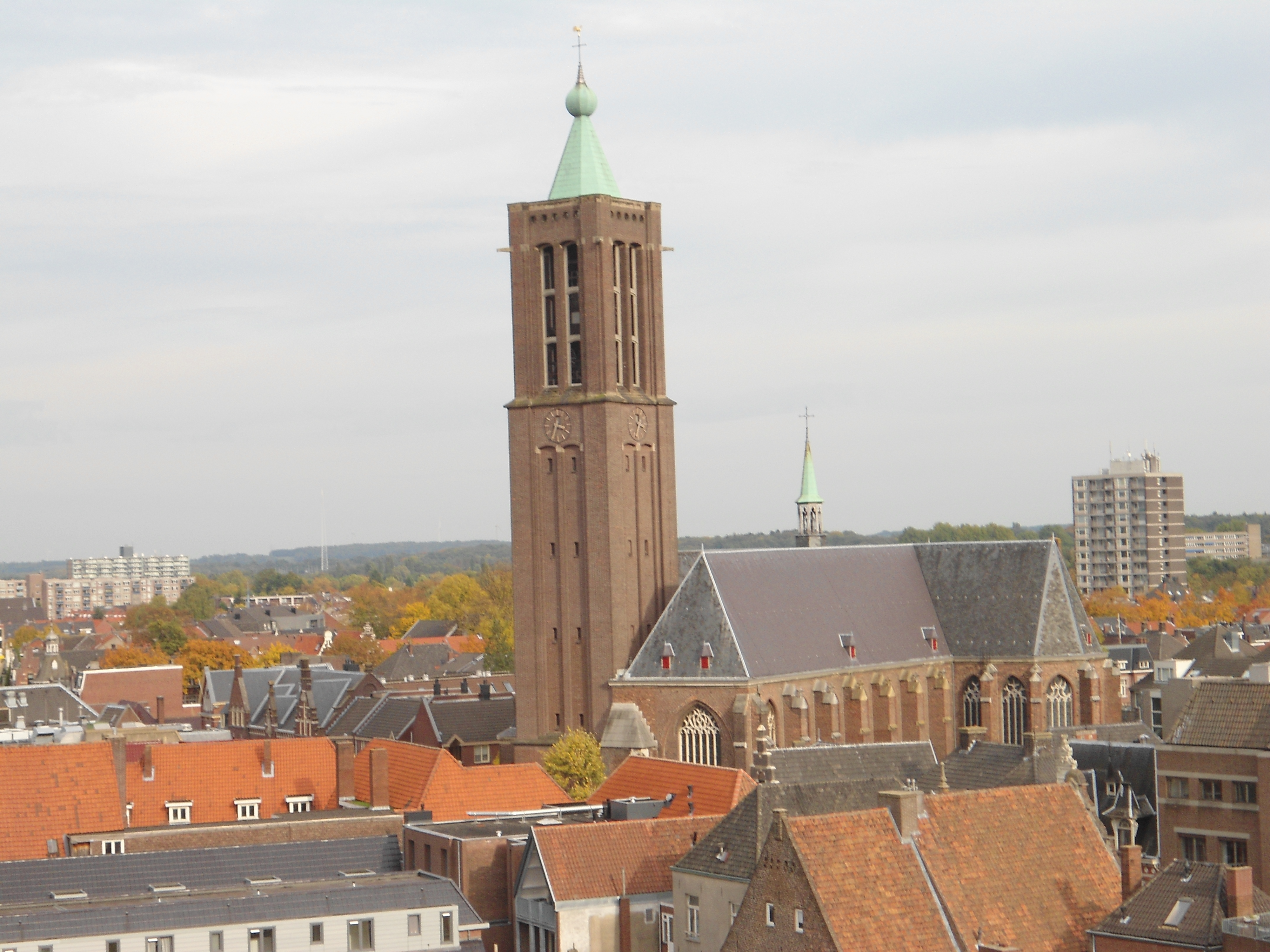
Vue de l'église par-dessus les toits de la ville.

L'église Saint-Martin (néerlandais : Martinikerk) est une église catholique  dédiée à   saint Martin située au centre de la ville de Venlo aux Pays-Bas.

## Histoire

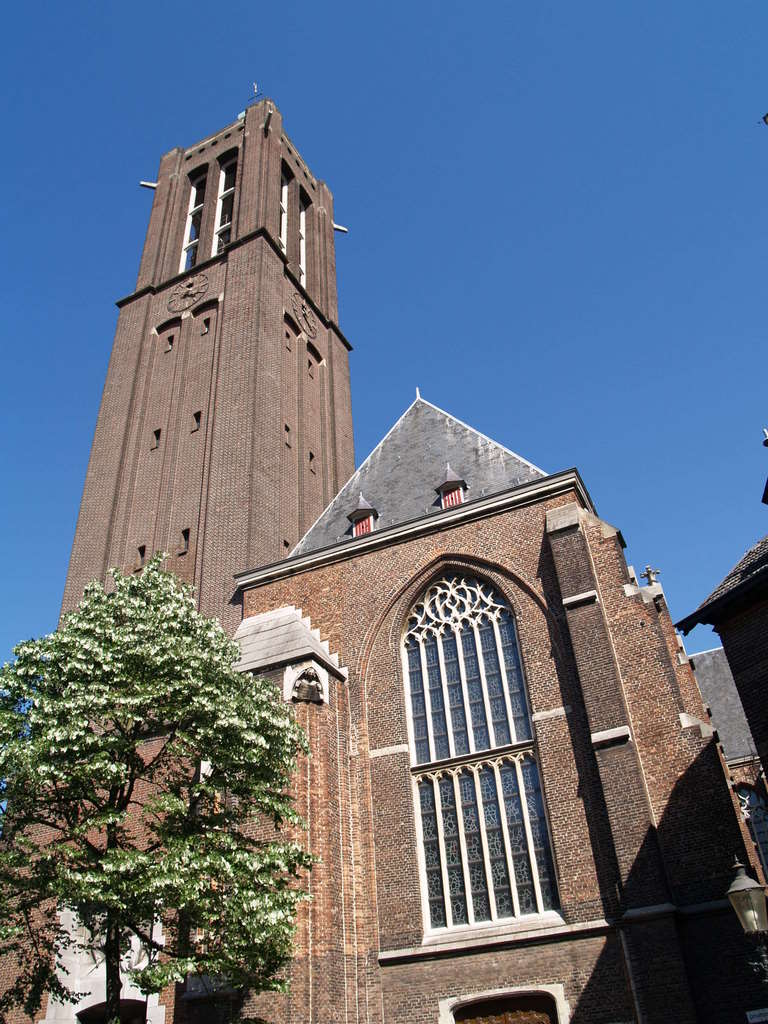
Façade.

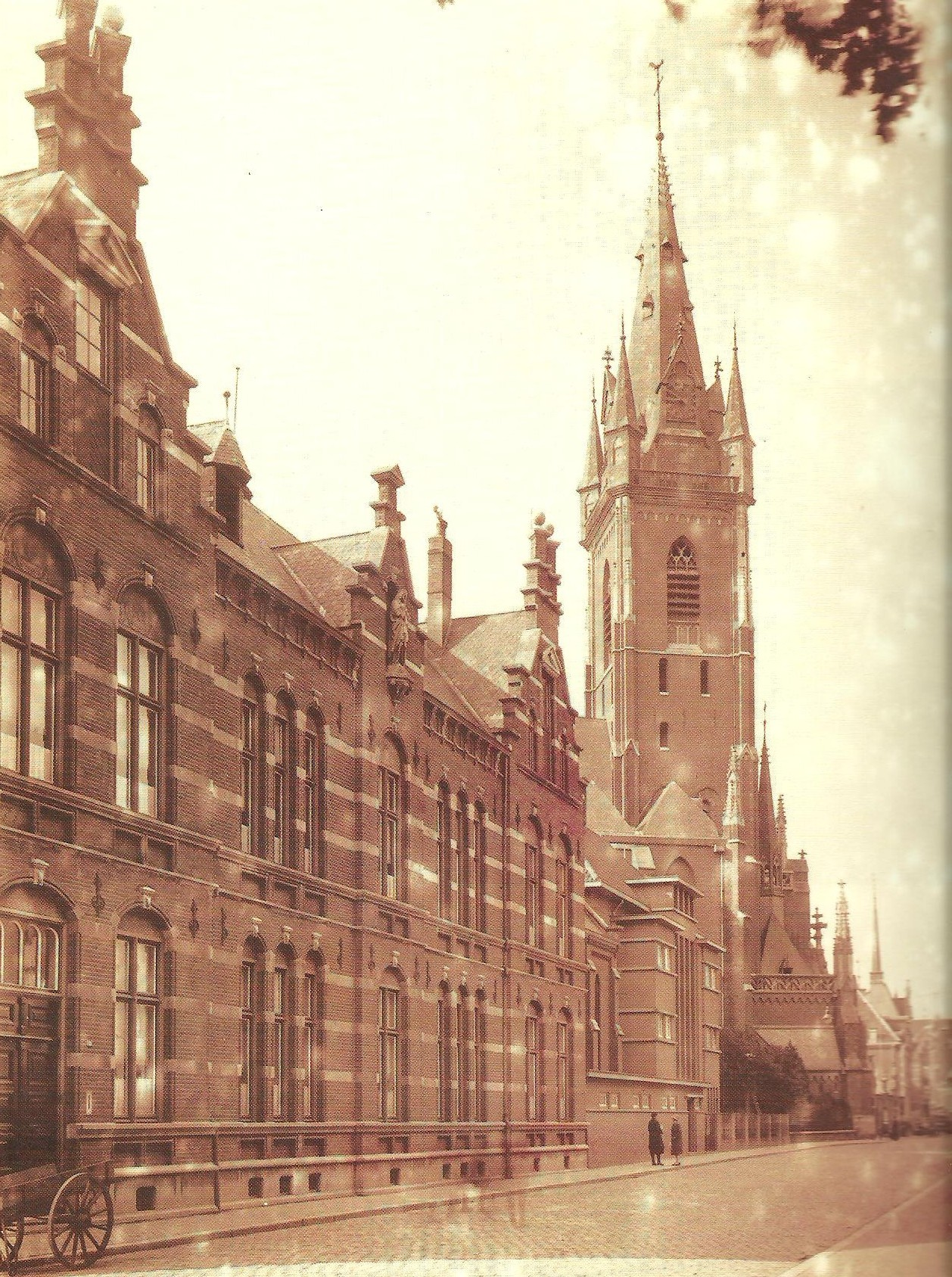
Le clocher de Cuypers, construit en 1879 (photo de 1927).

Une première église romane remplace, vers l'an 1000, un édifice précédent en bois. Elle est à son tour  remplacée en 1410 par une église-halle gothique à trois nefs consacrée en 1430 et qui existe encore aujourd'hui.
Elle est dotée d'un clocher de 90 mètres en 1480, mais un tremblement de terre la détruit en 1532. Dans une reconstruction en 1776 il est remplacé par un clocher de 49 mètres, avec un toit en oignon. En 1879, le clocher est modifié par Pierre Cuypers qui remplace son côté baroque par un étage supplémentaire, un toit en pointe et quatre pinacles de style néo-gothique. Pendant la seconde Guerre mondiale, l'église est gravement endommagée, le clocher de Cuypers s'effondre en 1945. En 1953, il est remplacé par le clocher actuel, plus sobre.
En 1959, un  carillon de 53 cloches est installé dans le clocher ; il compte parmi les plus importants carillons d'Europe.

## Intérieur

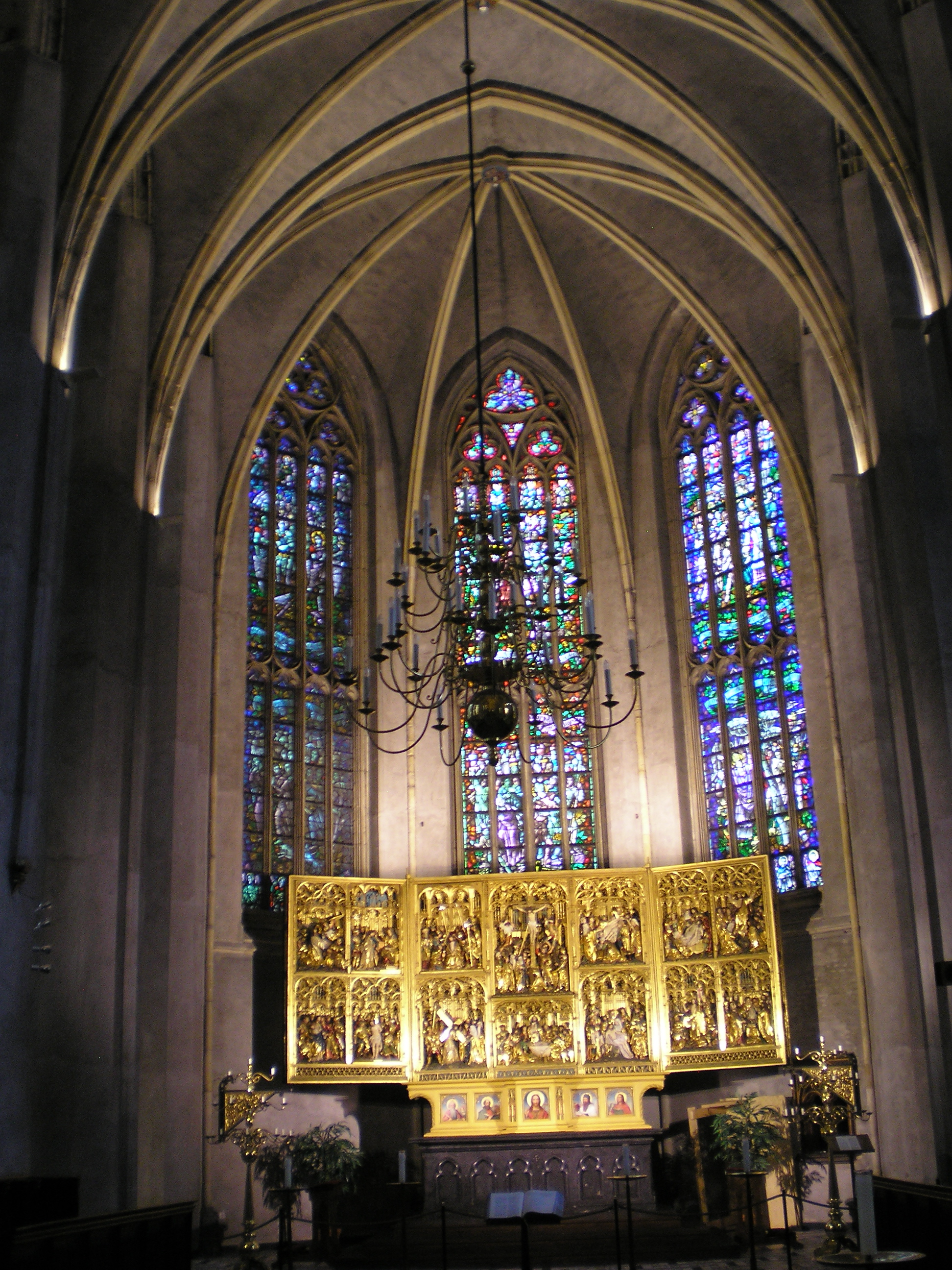
Maître-autel.

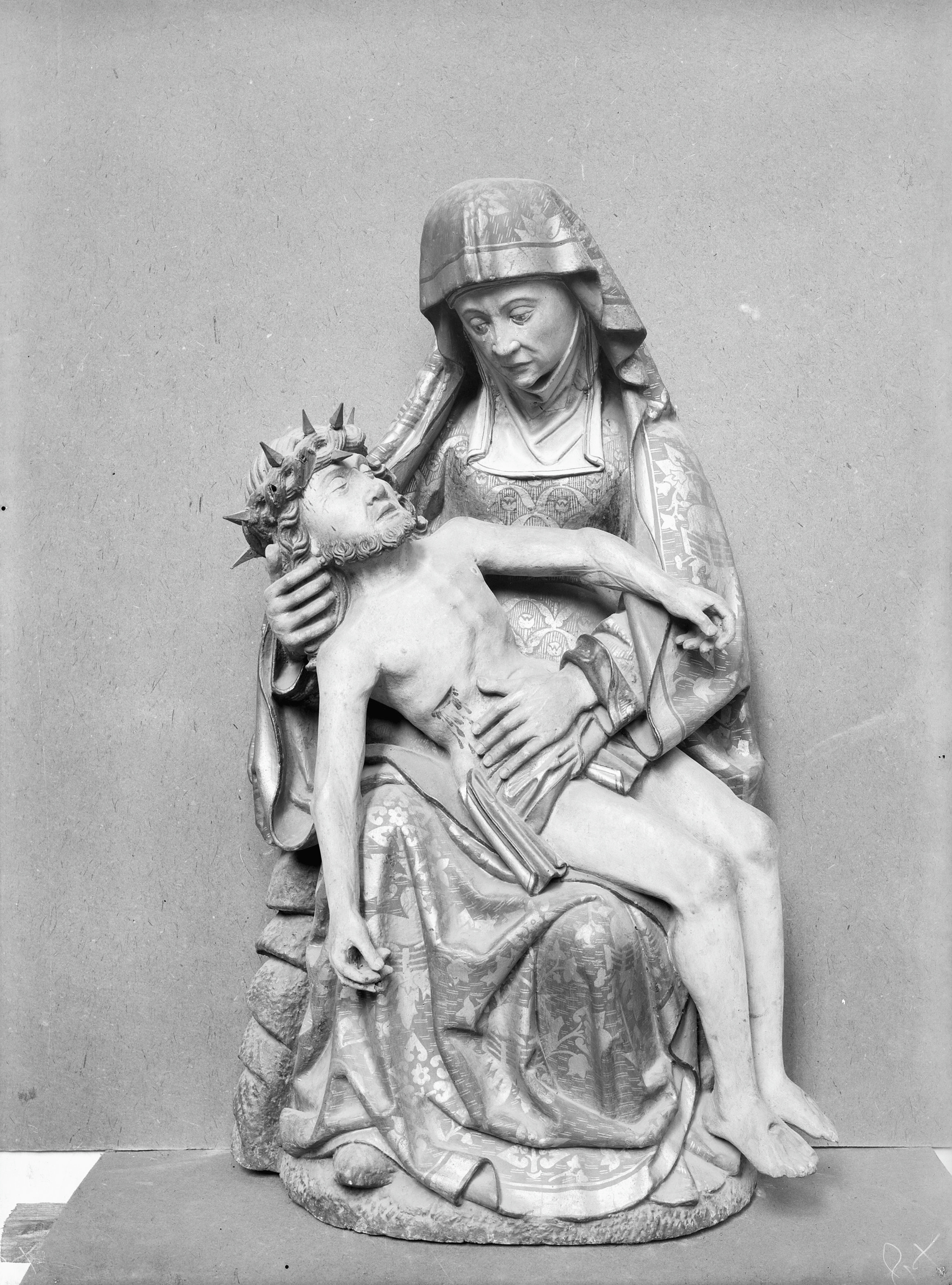
Pietà.

L'église contient un certain nombre de sculptures gothiques, comme une Vierge à l'Enfant assise (2e moitié du XVe siècle) et un Saint-Martin au moment du partage du manteau, de nombreuses statues polychromes de la Vierge à l'Enfant, de divers saints et saintes, de nombreux tableaux, et un reliquaire de saint Martin en chêne peint (51 × 64 × 24 cm).
La statue dite de la « Vierge noire de Venlo » est une Pietà en calcaire pas vraiment noir qui date de 1450 environ. Selon la légende, elle se trouvait sur un bateau transportant du charbon de Liège à Venlo et qui s'est échoué sur les bords de la Meuse. Le capitaine, qui ne peut remettre à flot son navire, découvre dans la cale une Madone, qu'il veut d'abord jeter à la mer, mais sa femme le convainc de l’apporter plutôt aux chanoines  réguliers de la Sainte-Croix de Venlo. Quand il retourne à son navire, il retrouve la figure à la même place. Ceci se répète plusieurs fois jusqu'à ce que le capitaine réalise qu'il devait transporter la figure dans une procession solennelle jusqu'à leur Kreuzherrenkirche. C'est seulement alors qu'il a pu continuer son voyage sans entrave. Depuis 1814, la sculpture est dans l'église Saint-Martin.
Les stalles gothiques datent du XVe siècle). Le maître-autel néo-gothique, sur le thème de la Passion du Christ, est conçu par Josef Windhausen et réalisé par Ferdinand Langenberg. La prédelle présente les quatre évangélistes et au centre Jésus en Christ pantocrator. Le retable a trois possibilités d'ouverture. Quand il est fermé (pendant le carême et l'avent) on voit, dans quatre niches gothiques dorées sur un fond bleu lumineux, des images  grandeur nature en grisaille de Pierre, Martin, Charles Borromée et saint Paul. Dans cette position, les évangélistes de la prédelle sont recouverts par deux panneaux montrant en grisaille les images de quatre grands prophètes, Daniel, Isaïe, Ézéchiel et Jérémie. En position normale, quatre peintures représentent de gauche à droite l'Annonciation, la Nativité, l'Adoration des rois mages et le Couronnement de Marie au ciel. Une inscription se lit : Barend van Orley, secutus P. Windhausen pinxit. Il s'agit de Barend van Orley Albin Windhausen, un frère de l'aumônier Joseph Windhausen. 
Quand il est grand ouvert, les jours de fête, le retable se compose de 14 compartiments en chêne sculpté sur fond doré. Quelques détails intéressants sur l'origine et la fabrication de cet imposant retable figurent sur certains panneaux. Ainsi, sur le siège de Pilate est écrit : Ferd Langenberg sculpsit - H. Lamers pinxit - Car. Marres, decano juvante - Jos Winhausen vic. invenit Jan Bormans secutus.
L'orgue est construit en 1952 par l'entreprise Verschueren.